# Las Flores (Honduras)
Las Flores es un municipio del departamento de Lempira en la República de Honduras.

## Límites
| Orientación | Límite                        |
| ----------- | ----------------------------- |
| Norte       | Municipio de Lepaera, Lempira |
| Sur         | Municipio de Gracias, Lempira |
| Este        | Municipio de Gracias, Lempira |
| Oeste       | Municipio de Talgua, Lempira  |
| Oeste       | Departamento de Copán         |

Extensión territorial: 80.83 km². 
Las Flores se ubica al norte del Departamento de Lempira a unos 17 km de la Ciudad de Gracias y a 30 km de la Ciudad de Santa Rosa de Copán.

## Geografía
La cabecera está situada en una parte plana, muy cercana al río. La vegetación cambia y se pueden apreciar árboles de hoja ancha y de bosques tropicales secos. El clima es caluroso ya que queda en una especie de valle. Tiene cerros pero estos no son tan altos ni escarpados.

## Historia
Sus primeros habitantes son originarios del Departamento de La Paz. Al principio se llamó "Las Flores de Santa Bárbara" en honor a la imagen que se venera en ese lugar.
En 1869 (1 de enero), le concedieron categoría de municipio.

## Población
En el caso de Las Flores, los mestizos ocupan 70% de la población.
Población: en el 2013 se tenían 9,512 habitantes. Según proyecciones del INE para el 2020 habrán 10,659 habitantes.

## Economía

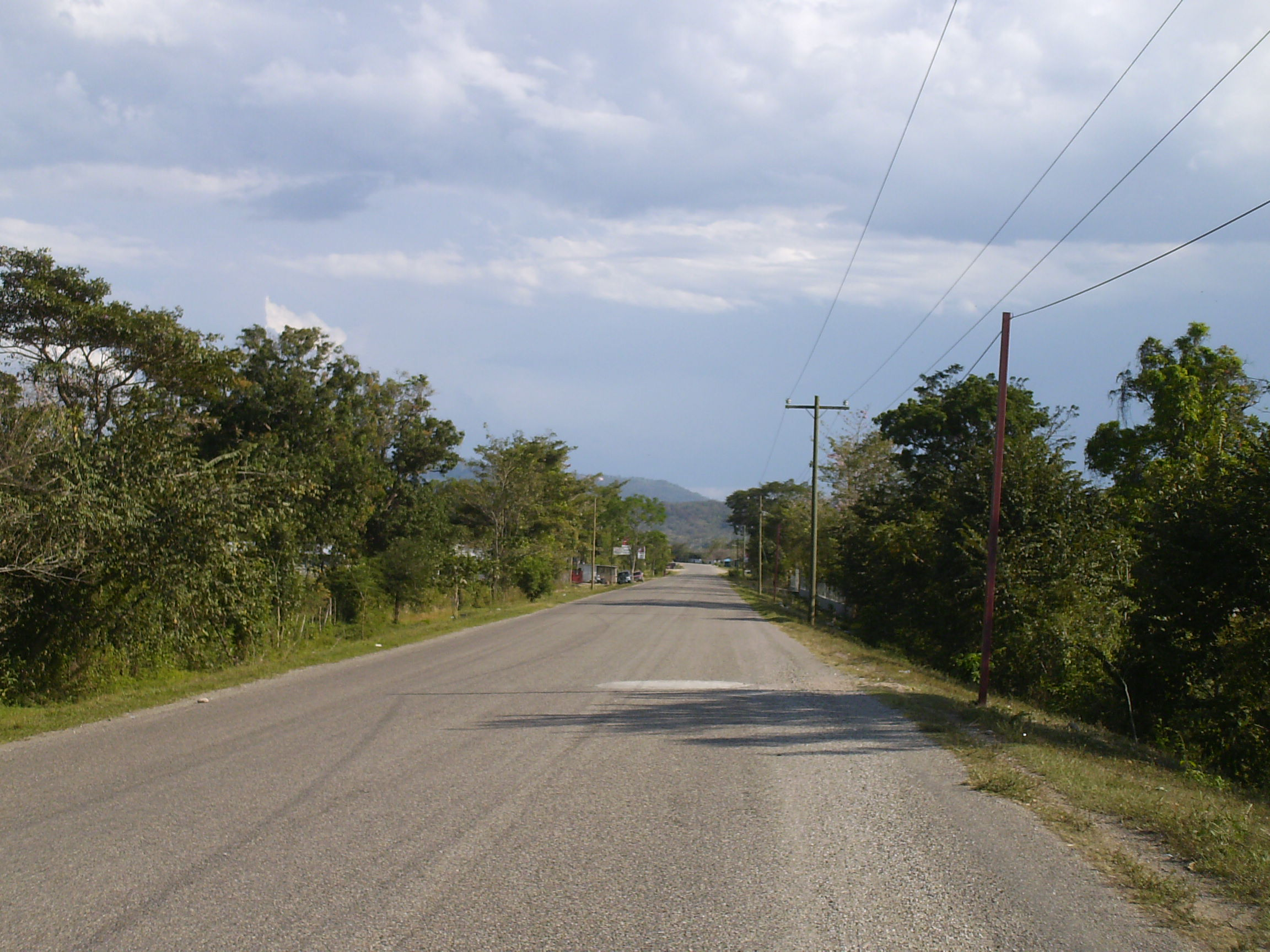
Carretera hacia la ciudad de Gracias, Lempira.

La mayor actividad económica de esta cabecera es el comercio, y el turismo aprovechando su ubicación entre las ciudades de Gracias y Santa Rosa de Copán. Hay muchos restaurantes y otros comercios, talleres mecánicos etc, a los costados de la carretera. La ganadería y productos lácteos ocupan un segundo lugar. No puede falta la siembra de maíz y frijoles para consumo local.La extracción de materiales para construcción es muy popular ya que hay 2 ríos grandes cerca, y la mayoría se vende en la ciudad de Gracias. Obviamente cuenta con electricidad, agua potable y comunicación móvil.

## Turismo

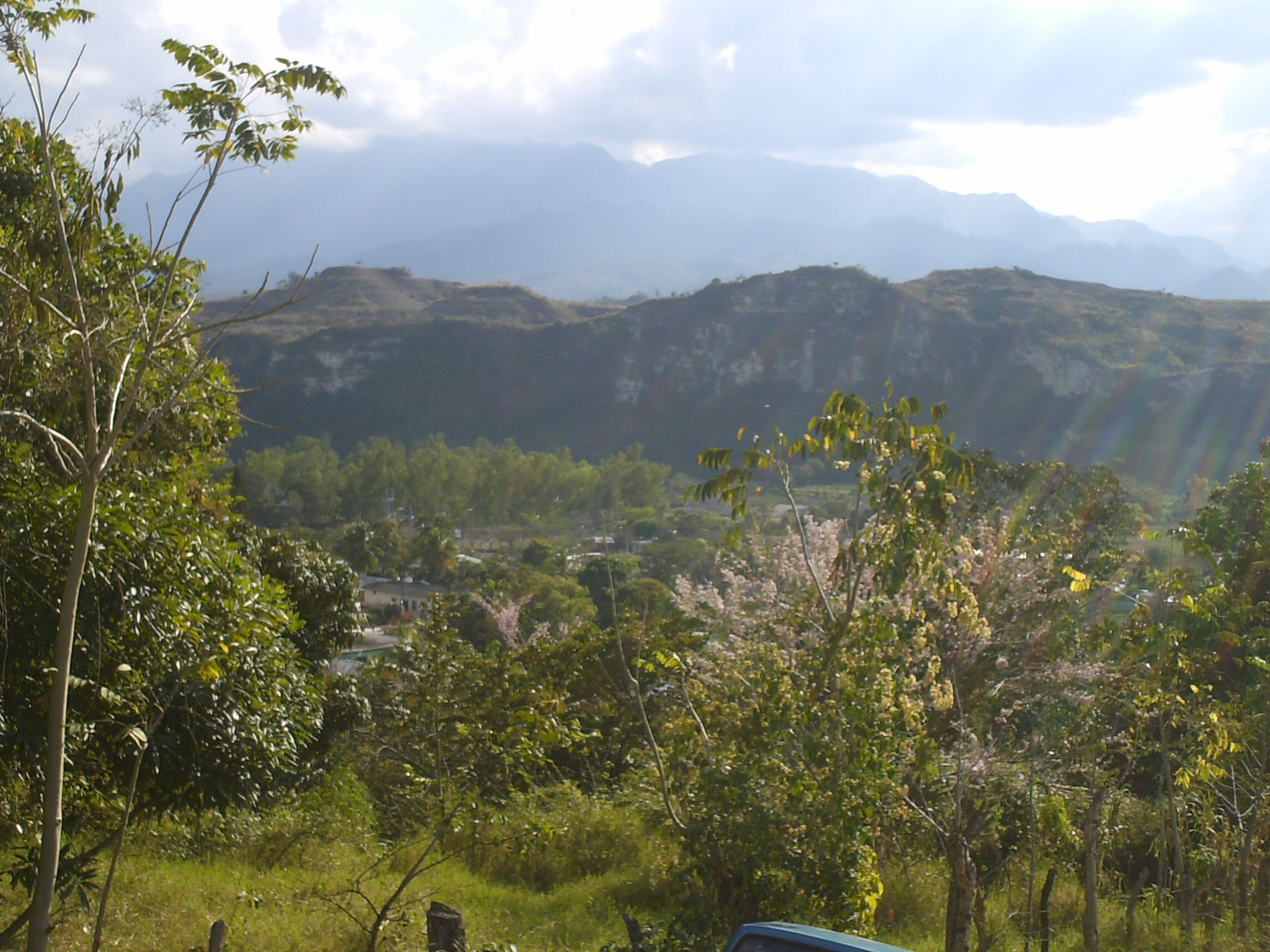
Vista panorámica del Pueblo.

Una visita de 1 hora bastará para conocer la cabecera. Debido a la cercanía con los ríos, se han establecido varios balnearios. Entre ellos el más cercano Balneario Alejandra, a 2 km Balneario Las 3 Jotas con piscinas de aguas termales. Recientemente en la parte alta del Pueblo se inauguraron las AGUAS TERMALES que son patrimonio de la comunidad. Hay varios Restaurantes que ofrecen comida exquisita todo el día. Para la feria local hay actividades de rodeo y juegos mecánicos así como fiestas bailables.

### Feria patronal
Su feria patronal es el 29 de septiembre, día de San Miguel Arcángel.

## División política
Aldeas: 10 (2013)
Caseríos: 43 (2013)
| Código | Aldea                            |
| ------ | -------------------------------- |
| 131001 | Las Flores                       |
| 131002 | Coalaca                          |
| 131003 | El Socorro o La Loma de la Cueva |
| 131004 | Guanas                           |
| 131005 | Las Mercedes                     |
| 131006 | Mariposas                        |
| 131007 | Mongual                          |
| 131008 | Monte de la Virgen               |
| 131009 | Nueva Esperanza                  |
| 131010 | Tepusuna                         |